# 丹羽信英
丹羽 信英（にわのぶひで、享保11年（1726年）- 寛政3年5月9日（1791年6月10日）） は、江戸時代中期の人物。新免武蔵（宮本武蔵）の兵法二天一流第7代師範。筑前黒田藩に仕えたが、致仕して諸国を遍歴し、越後国に至り村上藩等に二天一流を普及させた。武蔵の伝記『兵法先師伝記』を著したことで知られる。通称は五兵衛、号は不絶斎。

## 概要
先祖は黒田二十四騎に数えられた武将の桐山孫兵衛（丹波守）丹斎であり、信英は6代目作兵衛丹英（1,300石）の次男にあたる。初め大助といい、寛延元年（1748年）、23歳の時、丹羽理右衛門の養子となり丹羽家を継いだ。実父・丹英は『武州伝来記』の著者で5代師範立花峯均よりその2人の甥、勇勝・種章とともに『五輪書』と6代目師範を相伝された3人の1人である。信英は兄丹誠とともに父より兵法の伝授を受けたが、遺言により立花増寿（種章改め）から相伝を受け、兵法二天一流7代目を継承した。
信英が逗留した越後蒲原郡紫雲寺町の伝承によれば、信英は藩主の面を冒して苦諌をし、禄を返して諸州を遍歴、越後国蒲原郡に至り北越一帯に二天一流を指導普及させたとされている。また、信英は晩年に越後国にて武蔵の伝記『兵法先師伝記』を執筆。通称『丹治峯均筆記』（『武州伝来記』）と混同されることが多いが、著者も書かれた時代も違う別書である。
寛政3年（1791年）5月9日、越後国で死去した。享年66。越後蒲原郡真中新田（現新発田市）西来山東光禅寺に葬られた。墓石には法名、景忠院道法智乗居士。裏に「天下無双兵法二天二刀流　筑陽黒田之忠臣丹羽五兵衛信英墓」と刻まれている。